# Massepha flavimaculata
Massepha flavimaculata is een vlinder van de familie van de grasmotten (Crambidae), uit de onderfamilie van de Spilomelinae. De wetenschappelijke naam van deze soort is voor het eerst voorgesteld door Max Gaede in een publicatie uit 1917.
De spanwijdte bedraagt 21 millimeter.
De soort komt voor in Equatoriaal Guinee.